# 范云仙
范云仙（7世纪—691年），武周政治人物，宦官。
范云仙作为内侍，在唐睿宗李旦让位给母亲武则天后，担任監門衛大將軍。唐睿宗為皇嗣，公卿往往前往拜见。尚方監裴匪躬、左衛大將軍阿史那元慶、白澗府果毅薛大信、監門衛大將軍范雲仙也曾经拜见李旦，来俊臣在洛阳牧院审问大将军张虔勖、大将军内侍范云仙。张虔勖等不堪其苦，向徐有功上诉自己的情况，言辞非常激厉。来俊臣命卫士用乱刀将他斩杀。范云仙也说自己历事先朝，表示自己的冤苦，来俊臣命人割掉他的舌头。士庶破胆，无敢言者。天授二年（691年）一月甲寅，腰斩尚方監裴匪躬、內常侍范雲仙。